# Liste bedeutender Seeunfälle 1991–2000
Diese Liste schwerer Seeunfälle 1991–2000 verzeichnet Schiffsunfälle der Seeschifffahrt mit Toten oder hohen Sachschäden.

## Liste
| Datum                 | Name                      | Opfer         | Hergang |
| --------------------- | ------------------------- | ------------- | --- |
| 10. April 1991        | Moby Prince               | 140           | Um 22 Uhr kollidierte im Hafen von Livorno die italienische Fähre Moby Prince mit dem Tankschiff Agip Abruzzo. Bei dem entstehenden Brand wurden 140 Personen auf der Fähre getötet. Die Besatzung des Tankers konnte gerettet werden. Insgesamt liefen aus dem Tanker 2.700 t Rohöl aus. |
| 13. April 1991        | Amoco Milford Haven       | 6             | Nach einer Explosion bei Wartungsarbeiten am 11. April direkt vor dem Hafen von Genua wurde der Tanker brennend aufs offene Meer geschleppt. Dabei brach das gesamte Vorschiff ab. Am 13. April sank das Schiff, wobei mehr als 100.000 Tonnen Rohöl ausliefen und sechs von 36 Besatzungsmitgliedern umkamen. Das Wrack liegt in 82 m Tiefe und ist beliebtes Ziel von Tiefsee-Sporttauchern. |
| 4. August 1991        | Oceanos                   | 0             | Das griechische Kreuzfahrtschiff Oceanos geriet nachts, bei schwerer See, vor der Küste der Transkei/Südafrikas in einen schweren Sturm und schlug leck. Der Kapitän entschied daraufhin, das Schiff aufzugeben, unterließ aber die Benachrichtigung der Passagiere oder die Organisation der Rettungsaktion. Mit Rettungsbooten brachten sich Teile der Passagiere und der Mannschaft in Sicherheit. Der Kapitän war dann einer der Ersten, der bei der am Morgen des nächsten Tages anlaufenden stundenlangen Luftrettungsaktion mit 16 Helikoptern aus einer an Deck wartenden Personengruppe in einen Helikopter rettete, als niemand wusste, wie lange sich das Schiff noch über Wasser halten würde. Alle 571 Besatzungsmitglieder und Passagiere konnten gerettet werden, ehe das Schiff gegen 15:30 Uhr sank. |
| 28. Oktober 1991      | Andrea Gail               | 6             | Die Andrea Gail war ein amerikanisches Fischereischiff, das zum Schwertfischfang im Nordatlantik genutzt wurde. Gegen Abend des 28. Oktober 1991 geriet sie in ein schweres Unwetter. Der Kapitän meldete seine Position bei 44° 0′ 0″ N, 56° 24′ 0″ W, 330 km nordöstlich von Sable Island. Sein Wetterbericht meldete 9-m-Wellen und Windböen bis zu 80 Knoten (150 km/h). Über den weiteren Verbleib von Schiff und Besatzung ist nichts bekannt, außer Rettungsfloß, Tanks, Kleinteilen und dem Notfunksender (EPIRB) der Andrea Gail, der am 6. November 1991 am Ufer von Sable Island gefunden wurde, blieb alles andere verschollen. Wahrscheinlich kenterte die Andrea Gail in den bis zu 18 Meter hohen Wellen, die Besatzung ertrank                                                                        |
| 16. Dezember 1991     | Salem Express             | >448          | Die ägyptische Fähre Salem Express lief auf der Fahrt von Dschidda nach Safaga nahe dem Zielhafen auf ein Korallenriff auf und sank innerhalb von 7 bis 10 Minuten. Grund für das Unglück war wahrscheinlich, dass der Kapitän wegen eines Maschinenschadens eine Abkürzung durch ein gefährliches Riffgebiet nahm. Nach offiziellen Angaben gab es unter den 654 Personen an Bord 448 Todesopfer. Angeblich befanden sich jedoch weit mehr Personen an Bord, so dass 800 bis 1.000 Tote, teilweise sogar bis zu 1.400 Tote vermutet wurden. |
| 14. Januar 1993       | Jan Heweliusz             | ca. 55        | Wegen mangelhaft gesicherter Fahrzeuge an Bord kenterte die RoRo-Fähre Jan Heweliusz und sank während des Orkans „Verena“ vor der Küste Rügens. Neun Besatzungsmitglieder konnten gerettet werden. |
| 17. Februar 1993      | Neptune                   | 1700          | Die haitianische Fähre Neptune sank auf dem Weg in die Hauptstadt Port-au-Prince in der Nähe der Île de la Gonâve. Angeblich wurde das völlig überladene Schiff durch eine Panik unter den Passagieren zum Kentern gebracht. Es gab weder Rettungsboote noch Schwimmwesten an Bord, ebenso keine Passagierliste. Es wurde geschätzt, dass sich zwischen 1.500 und 2.000 Menschen an Bord befanden. Lediglich 300 Überlebende konnten gerettet werden. |
| 29. Juni 1993         | Hamada                    |               | Auf der Fahrt von Dschidda nach Sues sank der Frachter Hamada bei schwerer See, mit einer Ladung Plastikgranulat an Bord, vor der ägyptischen Küste im Wadi-al-Gamal-Nationalpark. |
| 24. Januar 1994       | Oslo                      | 1             | Fregatte der norwegischen Marine. Maschinenausfall, auf Grund gelaufen, einen Tag später gesunken. |
| 28. September 1994    | Estonia                   | 852           | Vor der Küste Finnlands brach nachts bei schwerer See die Bugklappe der estnischen Fähre Estonia ab. Durch Überflutung des Fahrzeugdecks kenterte das Schiff und sank innerhalb von 20 Minuten. 137 Menschen überlebten das Unglück. |
| 30. November 1994     | Achille Lauro             | 3             | An Bord des Kreuzfahrtschiffes Achille Lauro mit etwa 1.000 Personen an Bord brach 30 Seemeilen östlich von Somalia ein Brand aus, welcher nicht unter Kontrolle zu bringen war. Nachdem die Feuerlöschpumpen ausgefallen waren und immer weiter Wasser in das Schiff gefördert wurde, wurde es evakuiert. Drei Tage später sank es. |
| 1. Januar 1995        | Alfried Krupp             | 2             | Eine schwere Grundsee kenterte das Schiff der DGzRS bei einem Rettungseinsatz durch. Zwei Mann der Besatzung gingen über Bord. |
| 16. Februar 1996      | Sea Empress               |               | Das unter liberianischer Flagge fahrende Schiff kenterte vor der Südküste von Wales. 147.000 Tonnen Öl flossen aus, unter anderem fielen dem mehr als 25.000 Seevögel zum Opfer. |
| 21. Mai 1996          | Bukoba                    | etwa 800      | Die tansanische Fähre kenterte auf dem Victoriasee bei der Fahrt von Bukoba nach Mwanza etwa 30 km nordwestlich des Zielhafens. Etwa 800 Menschen kamen ums Leben, nur etwa 120 konnten gerettet werden. Es war das größte Schiffsunglück in der Geschichte Ostafrikas und eine der größten Katastrophen auf Süßwasserseen. |
| 25./26. Dezember 1996 | F-174                     | 283           | Beim Umstieg von dem honduranischen Frachter Yiohan auf das maltesische Boot F-174 vor Portopalo di Capo Passero kollidierten die beiden Schiffe und 283 Menschen ertranken, die illegal in Italien einreisen wollten. Die Yiohan verließ den Unglücksort ohne mit einem Notruf Rettungskräfte zu verständigen nach Griechenland. Den überlebenden Flüchtlingen, die auf der Yiohan Griechenland erreichten, wurde lange Zeit nicht geglaubt. Erst Jahre später wurden die Drahtzieher des versuchten Menschenschmuggels verurteilt. |
| 27. März 1997         | Sibilla und Kates I Rades | mindestens 52 | Am 28. März 1997 kollidierte in der Straße von Otranto das italienische Küstenwachschiff Sibilla bei einem Abfangversuch mit dem albanischen Motorboot Kates I Rades. Mindestens 52 albanische Migranten ertranken beim Untergang des Schiffes. Nach achtjährigen Untersuchungen wurden die Kapitäne beider Boote wegen Verursachung eines Schiffbruches und mehrfacher fahrlässiger Tötung in Italien zu mehrjährigen Gefängnisstrafen verurteilt. |
| 16. Januar 1998       | Flare                     | 21            | Im Nordatlantik, etwa 30 Kilometer westlich von Saint-Pierre und Miquelon, brach der von Rotterdam nach Montreal laufende zypriotische Schüttgutfrachter Flare in einem schweren Sturm auseinander und sank. Von der 25 Mann starken Crew kamen 21 um. Nur vier Überlebende wurden von kanadischen Hubschraubern aus der stürmischen See gerettet. |
| 6. Juni 1998          | Suður Havid               | 17            | Die Suður Havid, meist Sudur Havid geschrieben, fischte in den Gewässern Süd-Georgiens mit Langleine, als sie in einen Sturm mit Schneefall und bis zu 10 Meter hohen Wellen geriet. Obwohl das Schiff begann, Wasser aufzunehmen und die Pumpen versagten, wurde die Arbeit nicht unterbrochen. Das Schiff bekam Schlagseite und begann schließlich zu sinken. Die unkoordiniert ablaufende Evakuierung und die anschließenden Stunden in den Rettungsinseln, von denen eine voll Wasser lief, kosteten letztlich 17 Menschenleben. Der Rest der 38-köpfigen Besatzung wurde von dem chilenischen Fischerboot Camila gerettet. |
| 25. Oktober 1998      | Pallas                    | 1             | Die Pallas lief mit Holzfracht im Herbst 1998 in die Nordsee aus und geriet bei schwerem Sturm und hoher See vor Jütland in Brand. Der Schiffskoch verlor beim Abbergen sein Leben. Auf Grund zahlreicher Pannen bei den Bergungsversuchen strandete das Schiff vor Amrum. Aus dem Wrack traten noch ca. 90 t Maschinenöl aus, das verdriftete und zu einem großen Vogelsterben im Wattenmeer führte. |
| 17./18. März 1999     | SAS 104 Beluga            | 3             | Die Beluga lief am 17. März gegen 23:30 Uhr mit Kurs Bornholm aus dem Sassnitzer Hafen aus, kam jedoch nie an. Später wurde das Schiff 20 m unter der Wasseroberfläche auf dem Heck stehend entdeckt. Untersuchungen ergaben, dass es innerhalb sehr kurzer Zeit und plötzlich sank. Alle drei Besatzungsmitglieder kamen ums Leben. Die Umstände des Untergangs blieben mysteriös, da gutes Wetter und ruhige See herrschten. Die offizielle Untersuchung wurde mit dem Ergebnis abgeschlossen, dass ein Bedienungsfehler der Besatzung vorlag. In den Medien tauchte jedoch auch die Version eines Zusammenhangs mit einem zeitgleich stattfindenden NATO-Manöver auf. Belege dafür konnten jedoch nicht erbracht werden, unter anderem, weil die Radar-Aufzeichnungen aus jener Nacht umgehend gelöscht wurden.    |
| 29./30. Oktober 1999  | Über 50 Schiffe           |               | Einer der schwersten Zyklone der 1990er Jahre traf am 29. Oktober 1999 mit Windgeschwindigkeiten von über 260 km/h auf das Festland von Ostindien. Über 50 Schiffe sanken im Hafen von Paradip, dem größten Seehafen des indischen Staats Odisha. Infolge des tropischen Wirbelsturms starben über 10.000 Menschen. Der Zyklon hatte die Stärke 5 auf der Saffir-Simpson-Hurrikan-Windskala. |
| 26. November 1999     | Sleipner                  | 16            | Der norwegische Hochgeschwindigkeits-Katamaran kollidierte vor Haugesund mit einem Felsen und sank innerhalb einer halben Stunde, 69 der 85 an Bord befindlichen Personen konnten gerettet werden. Als Unglücksursache wurde fehlerhafte Navigation infolge starken Seegangs und mangelnder Erfahrung der Besatzung mit dem erst drei Monate zuvor in Dienst gestellten Schiff festgestellt. |
| 12. Dezember 1999     | Erika                     |               | Im Rumpf des um 10 Prozent überladenen Tankers in sehr schlechtem Unterhaltungszustand bildeten sich bei Windstärke zehn und bis zu 14 Meter hohen Wellen bis zu drei Meter lange und 15 Zentimeter breite Risse, welche schließlich dazu führten, dass dieser in zwei Teile zerbrach und vor der bretonischen Küste südlich der Hafenstadt Brest sank. Dabei verlor das im Auftrag von TotalFinaElf fahrende Schiff rund 20.000 Tonnen seiner Ladung von 30.800 Tonnen Öl, die etwa 400 km Küste verschmutzten. Maximal 28.000 Tonnen Öl hätten geladen werden dürfen. Es entstand ein auf 500 Millionen Euro geschätzter Schaden; die ökologischen Schäden bei Menschen und Tieren als Folge der Ölpest nicht mit einbezogen. Allein rund 150.000 Seevögel wurden getötet, darunter viele Trottellummen.            |
| 5. Aug. 2000          | Valiente                  | 8 (+3)        | Das Minensuchschiff Valiente der Kriegsmarine von Uruguay, ein ehemaliges Minensuch- und Räumschiff (MSR) der Kondor-II-Klasse der Volksmarine, wurde vom panamaischen Frachter Skyros gerammt und in zwei Hälften gerissen. Acht uruguayische Seeleute der Valiente starben, drei weitere galten als vermisst. |
| 12. Aug. 2000         | Kursk                     | 118           | Das russische Atom-U-Boot Kursk der Oscar-II-Klasse sank mit 118 Besatzungsmitgliedern an Bord während eines Manövers in der Barentssee. Auslöser des Unglücks war höchstwahrscheinlich ein schadhafter Torpedo mit Flüssiggas-Antrieb, der im Bugtorpedoraum explodierte. Mehrere Versuche, Teile der in Luftblasen im Boot eingeschlossenen Besatzung zu bergen, blieben erfolglos. Die gesamte Besatzung kam ums Leben. |
| 26. Sep. 2000         | Express Samina            | 82            | Die griechische Fähre Express Samina (4.455 BRZ) kollidierte gegen 22:20 Uhr bei stürmischen Wetter mit einem vor der Kykladeninsel Paros befindlichen, gut sichtbaren Felsen (Portes Islet) und sank. Von den 540 Passagieren kamen 82 ums Leben. Zum Zeitpunkt des Unglücks war die Brücke nur unzureichend besetzt, da Offiziere und Mannschaft sich die Übertragung eines UEFA-Champions-League-Spieles (Panathinaikos Athen gegen Hamburger SV) ansahen. |